# Circuito Internacional de Zhuhai
O Circuito Internacional de Zhuhai (Zhuhai International Circuit em inglês) é um autódromo chinês, localizado em Zhuhai. Foi construído substituindo o circuito urbano da região em 1996, sendo o primeiro autódromo da China e visando a Fórmula 1.

## História
O automobilismo começou em Zhuhai quando sediou uma corrida em seu circuito de rua em 1993. As corridas continuaram lá até 1996, quando o circuito de automobilismo foi construído. O autódromo foi desenhado pela empresa australiana Kinhill Engineers Pty Ltd,
o mesmo grupo que criou o circuito de Adelaide. O gerente de projeto para o projeto foi Michael McDonough.
A primeira corrida internacional realizada no circuito foi a BPR Global GT Series. O circuito logo se tornou o foco do automobilismo local com equipes de Hong Kong e Macau estabelecendo suas bases dentro das garagens do circuito.

## Circuito
O circuito original continha 16 curvas. Mas as curvas 7, 8 e 9 foram eliminadas e feitas em uma curva só, após um pedido de mudança de pista da FIM.
O circuito tem 4.319 quilômetros (2.684 mi) de comprimento e 14 curvas. 9 delas são curvas à direita e 5 são curvas à esquerda e o autódromo funciona apenas no sentido horário. A reta mais curta tem 500 metros (0,311 mi) de comprimento. A reta mais longa é a reta de largada/chegada, que tem 900 metros (0,559 mi) de comprimento e 14 metros de largura em sua parte mais larga.

## Recordes
| Categoria                                     | Tempo                                         | Piloto                                        | Veículo                                       | Evento                                             |
| Circuito Grand Prix: 4.319 km (1996-presente) | Circuito Grand Prix: 4.319 km (1996-presente) | Circuito Grand Prix: 4.319 km (1996-presente) | Circuito Grand Prix: 4.319 km (1996-presente) | Circuito Grand Prix: 4.319 km (1996-presente)      |
| --------------------------------------------- | --------------------------------------------- | --------------------------------------------- | --------------------------------------------- | -------------------------------------------------- |
| LMP1                                          | 1:22.296                                      | Franck Montagny                               | Peugeot 908 HDi FAP                           | 1000 km de Zhuhai de 2010                          |
| A1 GP                                         | 1:24.418                                      | Neel Jani                                     | Lola B05/52                                   | Grande Prêmio da China da A1 Grand Prix de 2007–08 |
| LMP2                                          | 1:28.308                                      | Thomas Laurent                                | Oreca 05                                      | 4 Horas de Zhuhai de 2017                          |
| LMP3                                          | 1:30.883                                      | Josh Burdon                                   | Ligier JS P3                                  | 4 Horas de Zhuhai de 2017                          |
| GT1                                           | 1:31.691                                      | Pedro Lamy                                    | Ferrari 550-GTS Maranello                     | Zhuhai Supercar 500 de 2005 da FIA GT              |
| GT3                                           | 1:34.055                                      | Frédéric Vervisch                             | Ferrari 488 GT3                               | 4 Horas de Zhuhai de 2016                          |
| LM GTE                                        | 1:34.815                                      | Uwe Alzen                                     | BMW M3 GT2                                    | 6 Horas de Zhuhai de 2011                          |
| GT2                                           | 1:36.347                                      | Mike Rockenfeller                             | Porsche 911 (996) GT3-RSR                     | Zhuhai Supercar 500 de 2005 da FIA GT              |
| N-GT                                          | 1:37.314                                      | Christian Pescatori                           | Ferrari 360 Modena GTC                        | 500km de Zhuhai de 2004 da FIA GT                  |

## Kart

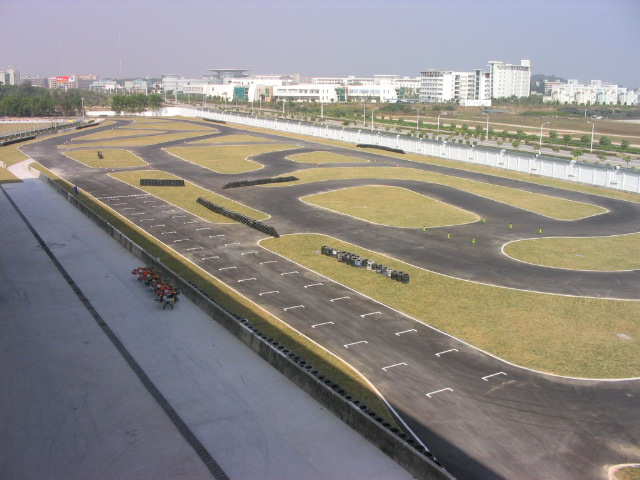
Kartódromo do ZIC

Um circuito de kart foi adicionado às instalações do ZIC em 2004.
Em 2011, o Sunny Racing Club foi estabelecido. O clube usa um chassis Sunnny Kart de uma marca e um motor Yamaha 2 tempos de 100 cc.